# Тосагаш
Тосага́ш (каз. Төсағаш) — село у складі Аккулинського району Павлодарської області Казахстану. Входить до складу Шарбактинського сільського округу.
Населення — 291 особа (2021; 341 у 2009, 362 у 1999, 498 у 1989).
Національний склад станом на 1989 рік:
- казахи — 100 %

У радянські часи село називалось також Зорі Октября.